# Samo Šampioni
«Samo Šampioni» (v překladu Pouze vítězové) je píseň, s níž Elica Todorova & Stojan Jankulov reprezentovali Bulharsko na Eurovision Song Contest 2013 ve švédském Malmö. Autorybulharské písně jsou Elica Todorova a Kristian Talev. První píseň "Kismet" získala nejvíce hlasů a měla reprezentovat Bulharsko na Eurovision Song Contest, ale později byla nahrazena písní "Samo Šampioni".
Na Eurovision Song Contest 2013 získali Elica Todorova & Stojan Jankulov s písní 45 bodů, což stačilo jen na 12. místo, a ve finále tak nevystoupili. Bulharské duo zanechalo na Facebooku jednoduchý vzkaz, ve kterém všem děkuje za podporu s enigmatickým dodatkem ‘We are one’. Duo již finále Eurovize v minulosti zažilo, a proto výsledek přijalo bez větších emocí.